# Jaciment arqueològic de Can Gustems
El Jaciment arqueològic de Can Gustems o Horts del Pou de Glaç, es troba al municipi de Subirats, a la comarca de l'Alt Penedès, inclòs a l'Inventari del Patrimoni Arqueològic i Paleontològic de Catalunya.
Es tracta d'un taller de sílex del Paleolític inferior. Es troba a la desembocadura de la Riera de Santa Fe i el torrent de Casa Nova, en uns terrenys d'al·luvió convertits en horts. El seu descobriment es va a produir durant la realització de la carta arqueològica del municipi.

## Troballes
En aquest jaciment únicament s'ha trobat indústria lítica, de la que cal destacar:
- Un ascla amb retocs marginals senestres.
- Un ascla amb retocs simples i profunds dextres.
- Un nucli esgotat.